# Kwarekken

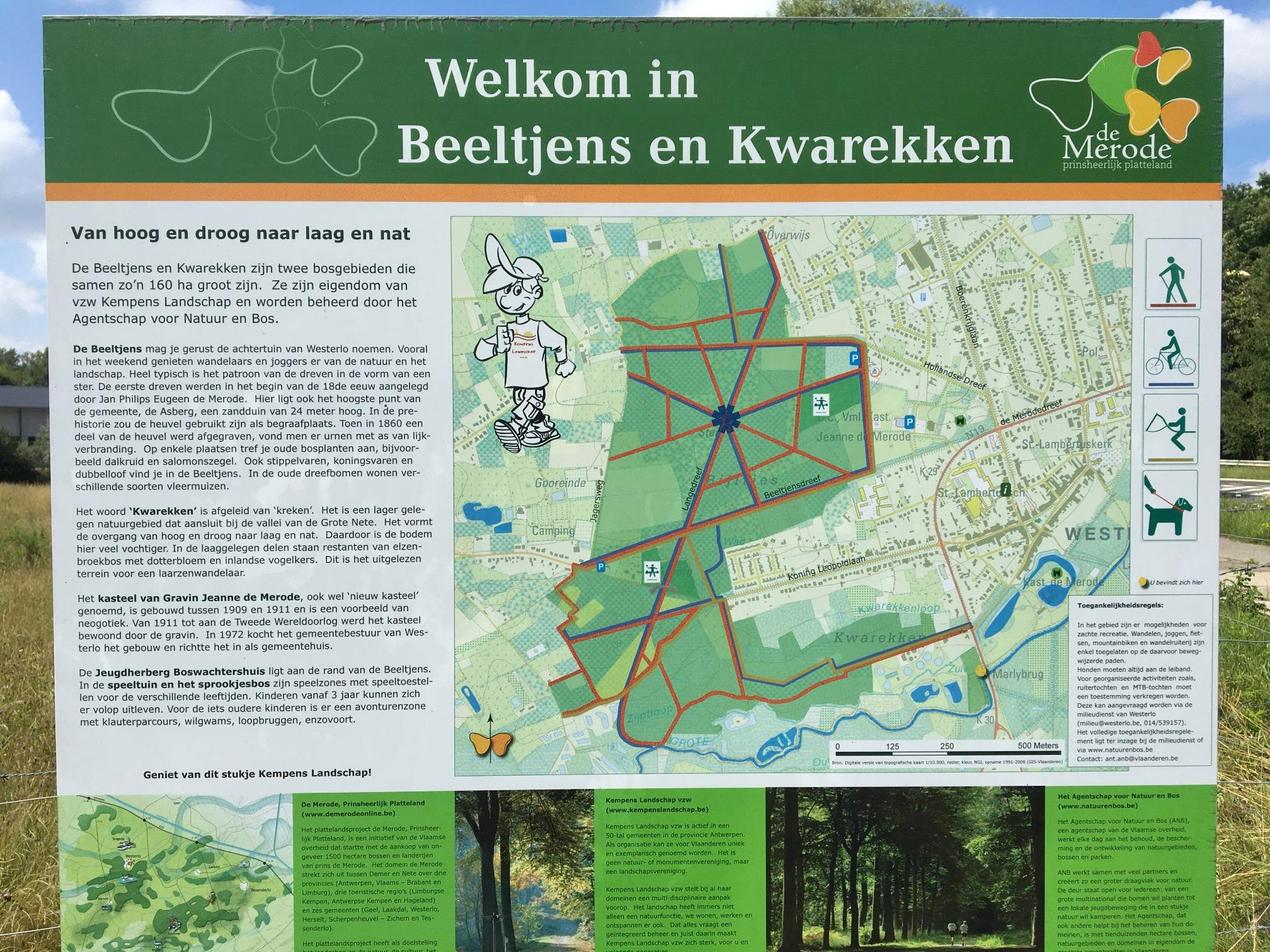

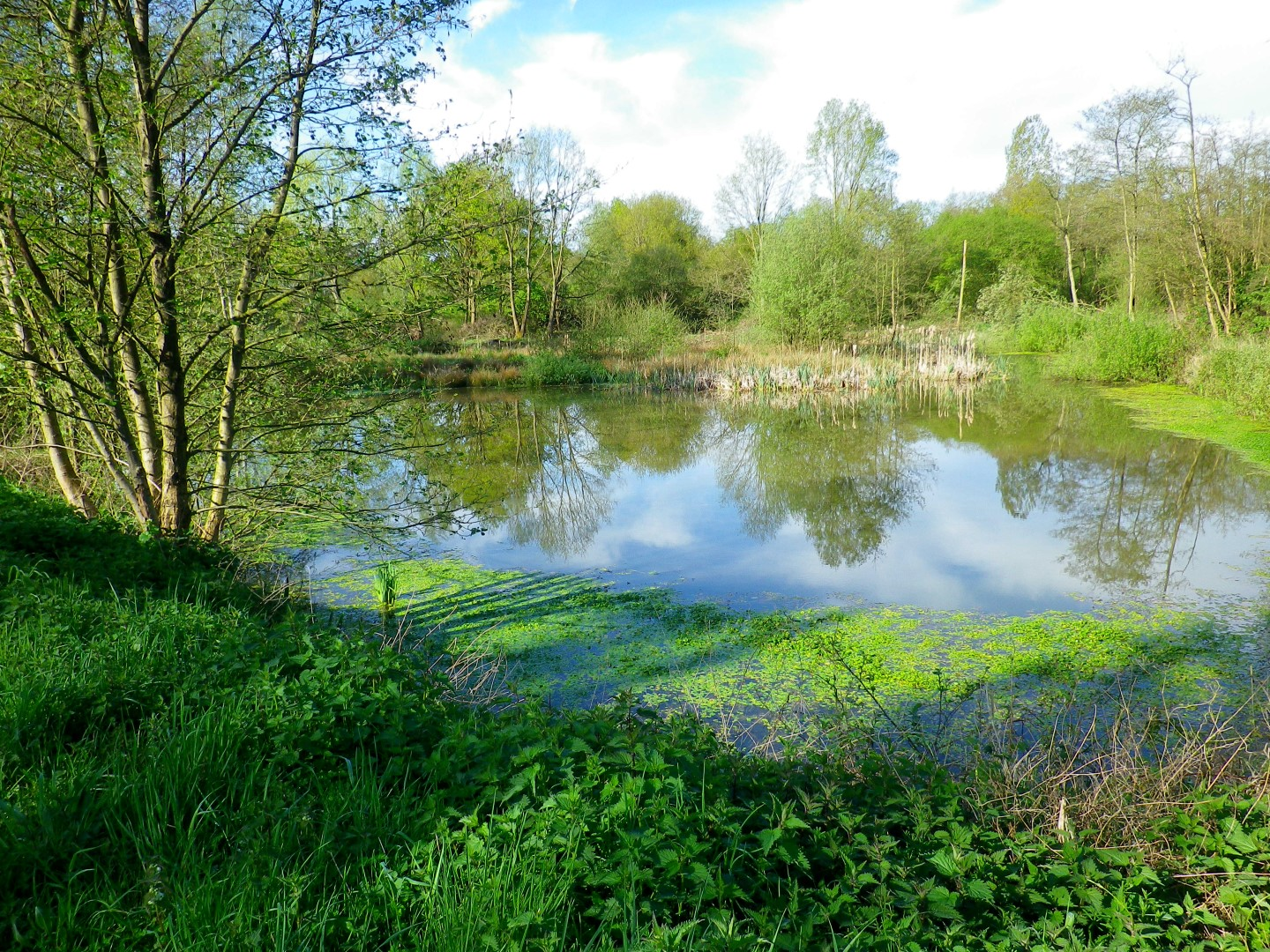

De Kwarekken is een natuurgebied in de Belgische gemeente Westerlo.

## Beschrijving
Het natuurgebied is gelegen naast het recreatiegebied Beeltjens op lagergelegen gronden die aansluiten bij de vallei van de Grote Nete en de Laak. Doordat dit gebied lager gelegen is, is de bodem veel vochtiger dan omliggende gronden. Hierdoor komen op deze plaats verschillende moerasplanten voor. Op de drogere plaatsen in het natuurgebied komen eiken, beuken en dennen.
Natuurpunt Westerlo beheert 30 ha van het domein.

## Recreatie
Het gebied is vooral geschikt voor laarzenwandelaars.